# Passiv rökning

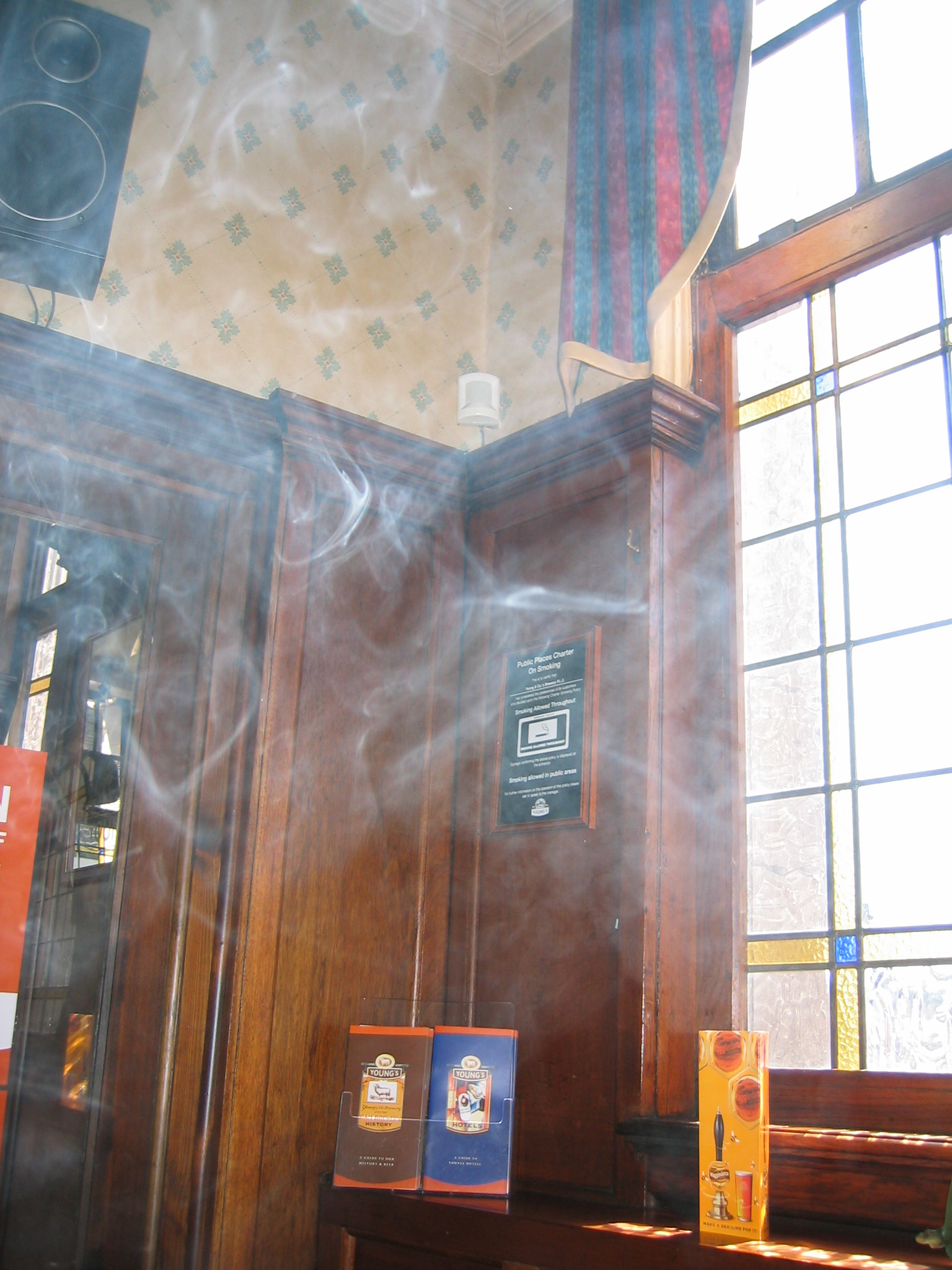
Tobaksrök i en irländsk pub, innan Irland införde rökförbud den 29 mars 2004.

Passiv rökning innebär att man inte röker själv, men andra personer i omgivningen gör det och därigenom blir man utsatt för rök, och dess skadliga inverkan. Passiv rökning blir i likhet med andra luftföroreningar farligare i miljöer där luftcirkulationen är begränsad, så som inomhusmiljöer. Till exempel har serveringspersonal ofta blivit utsatta för passiv rökning, vilket varit en av orsakerna till att många länder förbjudit rökning på restaurang. En annan grupp som utsätts för passiv rökning är barn till rökande föräldrar.
När en person röker en cigarett förs tre fjärdedelar av röken ut i personens omgivning, medan blott en fjärdedel av den andas in. Ett 50-tal av de 7 900 ämnen som ingår i en cigarett misstänks vara cancerframkallande.
Passiv rökning kan likt aktiv rökning leda till att diverse sjukdomstillstånd utvecklas. Att under en längre tid leva tillsammans med en person som röker innebär en ökad risk för lungcancer (30 procent). Passiv rökning kan även resultera i hjärt- och kärlsjukdomar. Astmatiker och allergiker upplever i vissa fall att deras besvär förvärras vid inandning av cigarettrök.

## Åtgärder
Att röka inomhus är numera förbjudet på de flesta allmänna platser. Sedan 1990-talet och 2000-talet har allt fler länder förbjudit rökning på restauranger. Exempelvis blev det i Sverige från och med 1 juni 2005 förbjudet att röka på restauranger, caféer, eller liknande utskänkningsställen. Det har också blivit vanligare att arbetsplatser förbjuder rökning, eller begränsar rökning till särskilda avdelningar, för att lindra den passiva rökningen.

## Forskning
Amerikanska Environmental Protection Agency har publicerat en rapport 1992 där det uppskattas att passiv rökning orsakar cirka 3 000 dödsfall årligen i USA.
Den rapporten blev av The United States Federal Court Decision, 1998, avfärdad då forskarna hade bortsett från data som sade emot resultatet och handplockade data som stämde överens med deras syn. De kom alltså fram till att Environmental Protection Agencys rapport inte visade samband mellan passiv rökning och cancer.
En undersökning i Storbritannien 2005 uppskattade att passiv rökning på arbetsplatsen orsakar cirka 617 dödsfall årligen, medan passiv rökning i hemmamiljö uppskattas orsaka ca 2700 dödsfall årligen i åldersgruppen 20-64 år och cirka 8 000 dödsfall årligen i åldersgruppen över 65 år.
Forskning visar att förekomsten av kronisk obstruktiv lungsjukdom (KOL) ökar i takt med exponeringen för tobaksrök. Genom att analysera data från tre svenska studier på 2 118 icke-rökare kunde forskarna se att förekomsten av KOL var 4,2 procent hos de personer som inte utsatts för passiv rökning, 8,0 procent hos de som utsatts för passiv rökning i hemmet, 8,3 hos de personer som utsatts för passiv rökning på en tidigare arbetsplats och 14,7 procent hos de som utsatts för tobaksrök i såväl hemmet som på sin nuvarande arbetsplats.